# Перейра, Алейшо
Алейшо Перейра (порт.-браз. Aleixo Pereira; 17 сентября 1922, по другим данным 9 апреля 1921, Сан-Паулу — 14 июня, по другим данным 14 апреля 1962, Сан-Паулу) — бразильский футболист, левый защитник и полузащитник.

## Карьера
Алейшо начал карьеру в 1941 году в клубе «Комерсиал» из Рибейран-Прету. В 1945 году он стал игроком «Коринтианса», где дебютировал 14 марта во встрече с «Сан-Паулу» (4:4). 15 апреля футболист забил первый гол за клуб, поразив ворота «Португезы Деспортос» (2:2). В 1947 году футболист помог команде выиграть Кубок города Сан-Паулу. 19 декабря 1948 года Алейшо сыграл последнюю встречу за «Коринтианс» против «Жувентуса» (2:2). Всего за клуб он провёл 111 матчей и забил 4 гола. В следующем сезоне Алейшо стал игроком «Коринтианса» из Президенти-Пруденти. Годом позже он перешёл в «Оларию». Затем играл за клубы «Бразил» из Сорокабы, вновь за «Коринтианс» из Президенти-Пруденти и клуб «Сетейенсе». Завершил карьеру Алейшо в 1955 году в клубе «Фада»

## Международная статистика
| Матчи Алейшо за сборную Бразилии | Матчи Алейшо за сборную Бразилии | Матчи Алейшо за сборную Бразилии | Матчи Алейшо за сборную Бразилии | Матчи Алейшо за сборную Бразилии | Матчи Алейшо за сборную Бразилии | Матчи Алейшо за сборную Бразилии |
| -------------------------------- | -------------------------------- | -------------------------------- | -------------------------------- | -------------------------------- | -------------------------------- | -------------------------------- |
| №                                | Дата                             | Место проведения                 | Оппонент                         | Счёт                             | Голы                             | Турнир                           |
| 1                                | 23 января 1946                   | Буэнос-Айрес                     | Уругвай                          | 4:3                              | —                                | Чемпионат Южной Америки          |
| 2                                | 29 января 1946                   | Авельянеда                       | Парагвай                         | 1:1                              | —                                | Чемпионат Южной Америки          |
| 3                                | 3 февраля 1946                   | Буэнос-Айрес                     | Чили                             | 5:1                              | —                                | Чемпионат Южной Америки          |

## Достижения
- Обладатель Кубка города Сан-Паулу: 1947